# Sitar
Sitar é um instrumento musical de origem indiana, que é da família do alaúde. É um símbolo da música da Índia.
Para esclarecer a diferença entre o sitar e a cítara é que esta e os integrantes de sua família são classificadas como um tipo de cordofone que, suas cordas se estendem junto à caixa de ressonância. Já o alaúde e sua família como adexe, sentar (persa), sitar ou a veena, possui suas cordas esticadas além da caixa de ressonância, ou seja, num braço.
Instrumento de corda beliscada, tal como a guitarra, o banjo, a cítara e o alaúde, entre outros. Se destaca por seu som metálico e glissandos.
O nome "sitar" provém do persa, e significa "de três cordas", o que é uma alusão à forma original do instrumento. Atualmente o sitar apresenta um grande número de cordas, em geral dezoito, sendo as mesmas subdivididas em três categorias: as cordas de execução, as cordas de bordão ou pontuação, e as cordas simpáticas, ou simpatéticas. As cordas de execução e as de bordão sempre constituem num total de sete, porém o número de cada categoria pode variar, podendo ser três de bordão e quatro de execução, ou vice-versa. As cordas de execução são as mais usadas, por serem as usadas para o toque da melodia de uma peça musical. As cordas de bordão, ou de pontuação, possuem um timbre mais metálico em relação às outras, e são usadas basicamente para acompanhamento.
As cordas simpáticas, ou simpatéticas, são as mais numerosas. Geralmente elas só são tocadas quando se deseja fazer um glissando; ao contrário, elas não são tocadas e apenas vibram por simpatia harmônica ao toque das outras cordas. Normalmente, apresentam-se em número de onze cordas, porém alguns modelos de sitar podem apresentar até quinze cordas simpáticas.
Muitos sitars atualmente possuem um segundo ressonador, feito de cabaça, posicionado atrás do braço, em posição oposta à do bojo do instrumento. Alguns sitars ainda possuem trastes móveis, o que permite que o músico toque com mais facilidade determinadas peças musicais.

## História

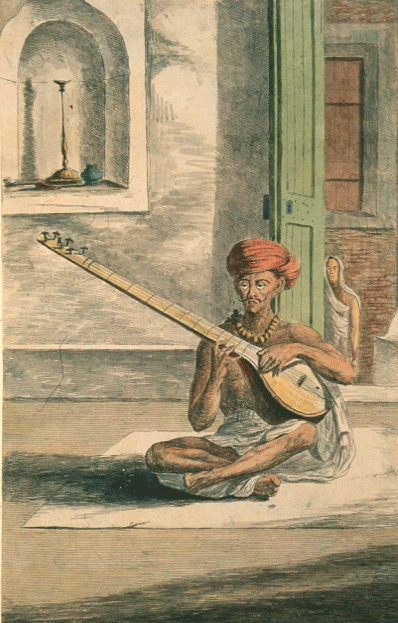
Indiano tocando o sitar no século XVIII

O sitar é muitas vezes tido como desenvolvido no século XIII por Amir Khusrau, um membro da família de um instrumento musical indiano, a vina, chamada de tritantri veena, e que tem sido nomeada por ele depois do setar persa. Assim como o setar, o sitar é um membro da família do alaúde. Ao norte da Índia, a veena é considerada uma cítara, porém tecnicamente, cítara e sitar são de famílias diferentes.